# Marais de Pénestin
Le marais de Pénestin est un marais protégé se trouvant sur la commune de Pénestin dans le département du Morbihan.

## Protection
Le marais est placé sous la protection du conservatoire du littoral depuis 2004,.

## Historique de la préservation